# 286693 Kodaitis
286693 Kodaitis este un asteroid din centura principală de asteroizi.

## Descriere
286693 Kodaitis este un asteroid din centura principală de asteroizi. A fost descoperit pe 16 martie 2002 la Moletai de Kazimieras Černis și Justas Zdanavičius. Asteroidul prezintă o orbită caracterizată de o semiaxă mare de 3,16 ua, o excentricitate de 0,23 și o înclinație de 16,1° în raport cu ecliptica.